# Clermont-sur-Lauquet
Clermont-sur-Lauquet (okzitanisch: Clarmont) ist eine französische Gemeinde mit 30 Einwohnern (Stand: 1. Januar 2022) im Département Aude in der Region Okzitanien. Sie gehört zum Kanton La Région Limouxine im Arrondissement Limoux. Die Einwohner werden Clermontains genannt.

## Geographie
Clermont-sur-Lauquet liegt etwa 20 Kilometer südsüdöstlich von Carcassonne am Lauquet. Umgeben wird Clermont-sur-Lauquet von den Nachbargemeinden Greffeil im Nordwesten und Norden, Villar-en-Val im Norden, Labastide-en-Val im Nordosten und Osten, Lairière im Südosten, Caunette-sur-Lauquet im Süden sowie Saint-Hilaire im Westen und Nordwesten.

## Bevölkerungsentwicklung
| Jahr                       | 1962 | 1968 | 1975 | 1982 | 1990 | 1999 | 2006 | 2019 |
| -------------------------- | ---- | ---- | ---- | ---- | ---- | ---- | ---- | ---- |
| Einwohner                  | 28   | 26   | 27   | 29   | 22   | 26   | 23   | 26   |
| Quellen: Cassini und INSEE |      |      |      |      |      |      |      |      |

## Sehenswürdigkeiten
- Kirche Saint-Loup aus dem 11. Jahrhundert, Monument historique
- Donjon als Rest der Burg von 1110

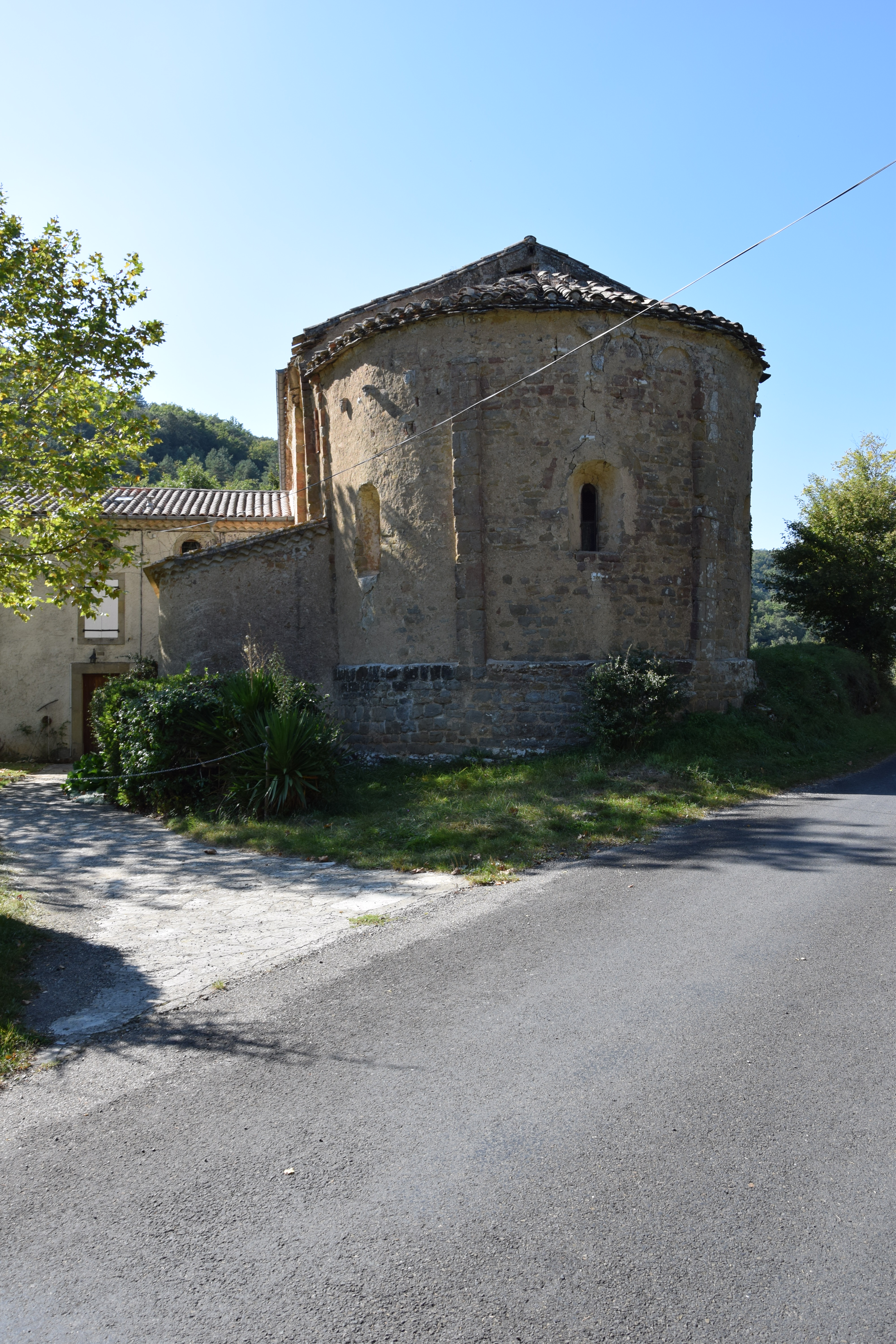
Kirche Saint-Loup
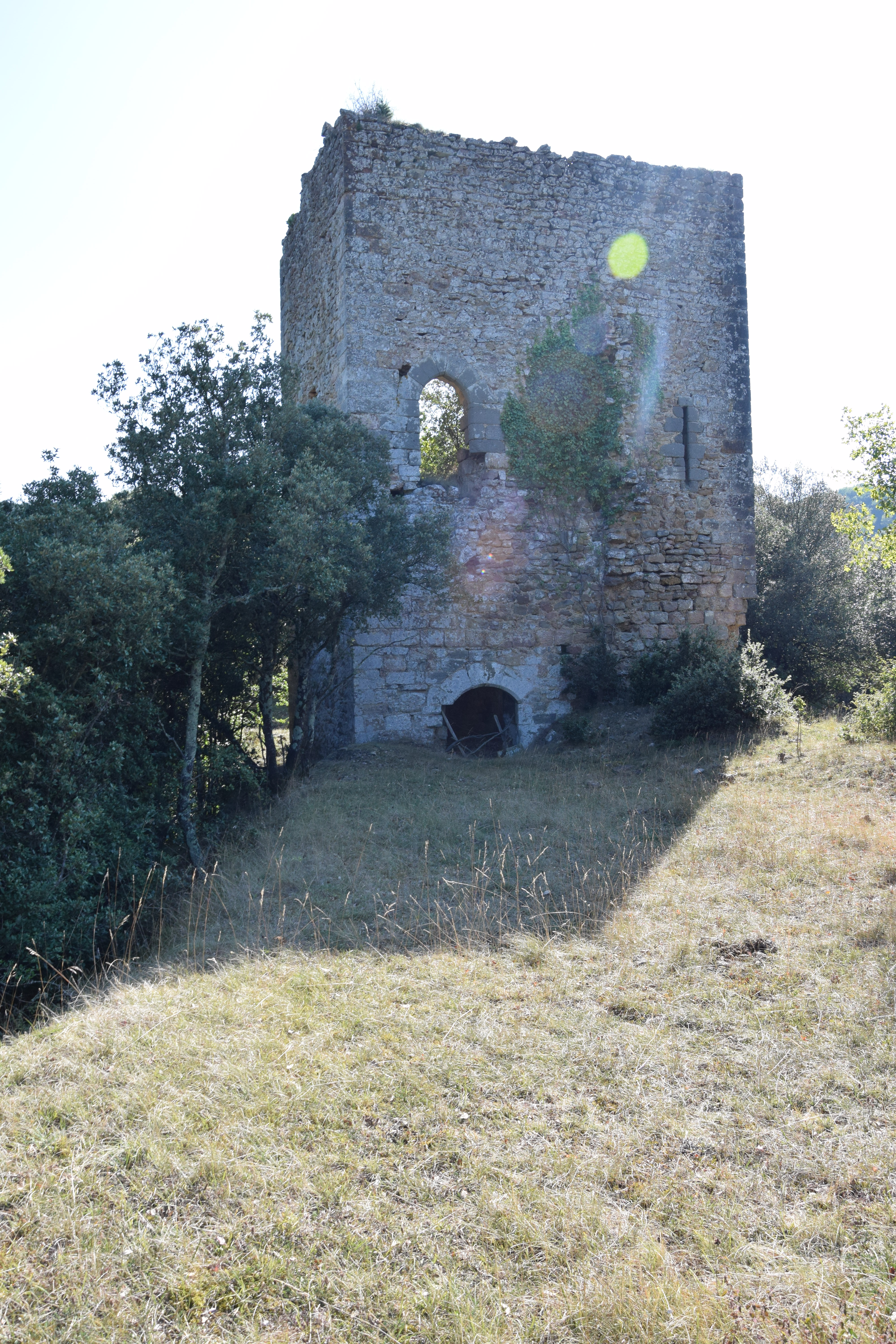
Donjon